# Pieve Fosciana
Pieve Fosciana är en ort och kommun i provinsen Lucca i regionen Toscana i Italien. Kommunen hade 2 473 invånare (2018).